# The Wordless Message (film, 1913)
Pour les articles homonymes, voir The Wordless Message.
The Wordless Message est un film muet américain réalisé par Colin Campbell et sorti en 1913.

## Fiche technique
- Réalisation : Colin Campbell
- Scénario : Hettie Grey Baker
- Production : William Nicholas Selig
- Dates de sortie : 
  -  États-Unis : 28 mai 1913

## Distribution
- William Hutchinson
- Bessie Eyton
- Tom Santschi
- Wheeler Oakman
- Lillian Hayward
- Tom Mix
- Old Blue, le cheval de Tom Mix